# Adèle Bloemendaal
Adèle Maria Hameetman, beter bekend als Adèle Bloemendaal (Amsterdam, 11 januari 1933 – aldaar, 21 januari 2017), was een Nederlands actrice, cabaretière en zangeres. Aanvankelijk trad ze op onder haar eigen naam Adèle Hameetman, later ook nog korte tijd als Adèle Hamé. Bloemendaal was de naam van haar eerste echtgenoot.
Bloemendaal wordt door velen gezien als een 'vrijgevochten vrouw'. Ze was een comédienne, die vrijwel alle facetten van het theatervak beheerste. Ze stond bekend om haar schaterlach, nasale stemgeluid en haar correcte dictie.

## Biografie
Na de middelbare school werkte Bloemendaal als secretaresse. Later probeerde ze modeontwerpster te worden. In 1946 speelde Bloemendaal in het amateurcabaret De Kijkdoos van Leen Jongewaard. In het begin van de jaren vijftig werden Bloemendaal en Jongewaard ontdekt door de directie van toneelgroep Puck (Egbert van Paridon). In 1953 maakten beiden daar hun debuut als beroepsacteurs.
Ze trouwde en nam zoals toen gebruikelijk was de achternaam van haar echtgenoot, Bloemendaal, aan. Met hem vertrok ze naar Amerika. In 1957 kwam ze alleen terug naar Nederland. Ze was gescheiden, maar ze bleef de achternaam van haar ex-man gebruiken.
Bloemendaal werd gevraagd door verschillende cabaretgezelschappen en speelde bij toneelgroepen zoals Arena en Ensemble. In 1958 begon ze bij cabaret Lurelei en vanaf deze tijd tot het begin van de jaren zestig werkte ze mee aan diverse toneel- en theaterproducties waaronder het Toneelgezelschap Arena, het Leidseplein Cabaret onder leiding van Jaap van de Merwe, het Toneelgezelschap Johan Kaart, het Cabaret Johnny Kraaijkamp, het Cabaret Albert Mol en de Toneelgroep Ensemble.
In 1960 maakte Bloemendaal haar televisiedebuut met Alle gekken kijken. In 1961 was ze te zien in De jaren twintig, waarin ze met Albert Mol een komische stijldansdemonstratie gaf met I’m forever blowing bubbles. In 1963 was er opnieuw Cabaret Lurelei, waar Bloemendaal inviel voor Jasperina de Jong, die in verwachting was. Daarna volgden voor Bloemendaal weer een paar seizoenen bij Toneelgroep Ensemble, waar ze in stukken speelde als Zwart als een kanarie, Koning Salomo en de schoenlapper, De astrakan jas en Pygmalion. Bloemendaal trouwde vervolgens met de acteur en zanger Donald Jones (1932-2004). Het echtpaar kreeg in 1963 een zoon: John Jones. In de jaren zestig was ze ook regelmatig te gast in het programma de Weekendshow van de AVRO met John Kraaijkamp sr. en Rijk de Gooyer. In 1967 verscheen haar eerste solo-elpee met de titel Aaahdèle, in 1968 gevolgd door haar tweede elpee Laat mij nu maar begaan. Daarnaast speelde ze in 1968 een rol in de theaterproductie Het leven van Bertolt Brecht. Samen met Gerard Cox en Frans Halsema speelde ze in 1969 het cabaretprogramma Met blijdschap geven wij kennis.

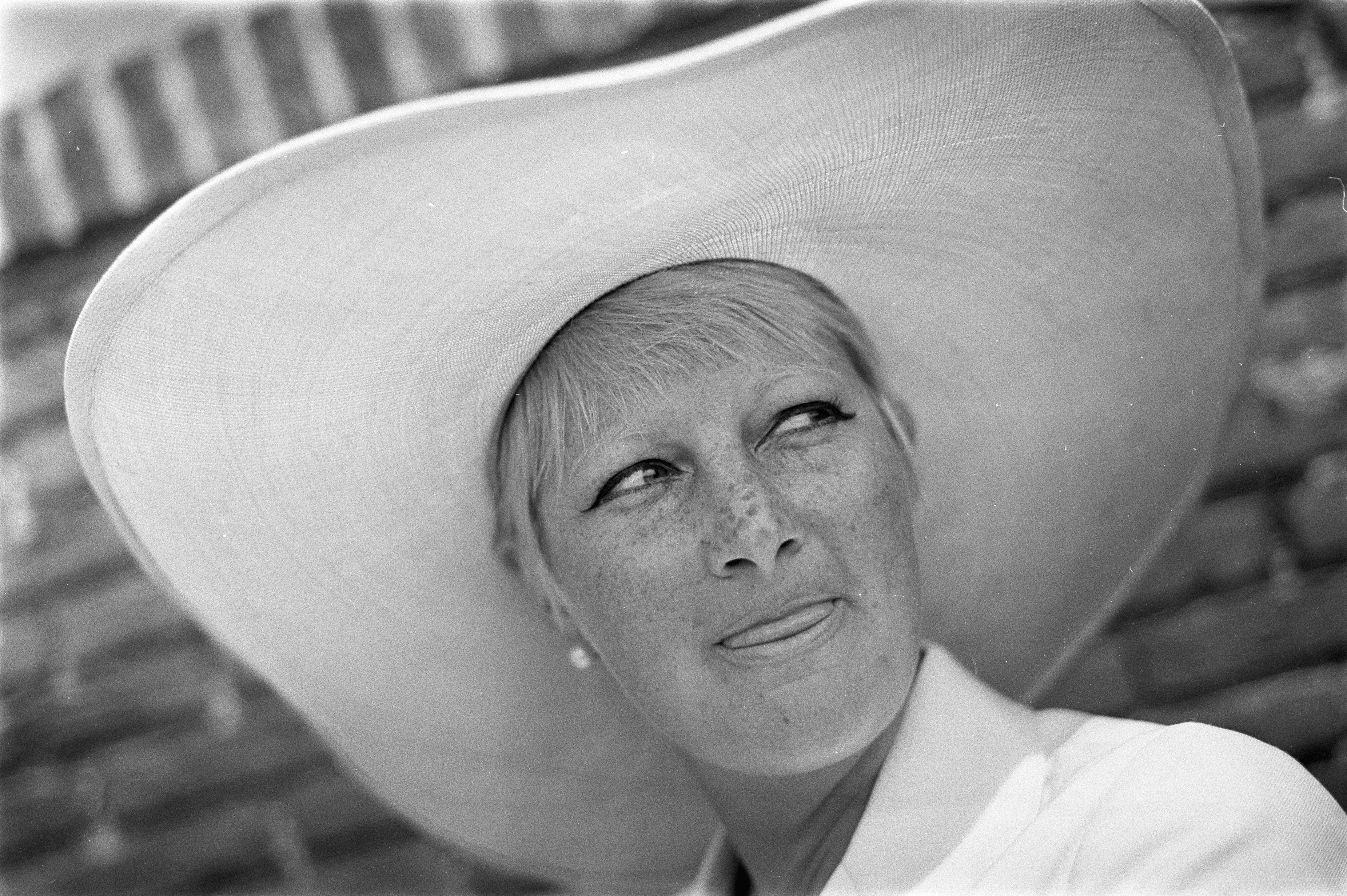
Bloemendaal in 1967

In 1969 kreeg ze haar eigen televisieshow, De Adèle Bloemendaal show, onder regie van Rob Touber. Ze had een rol in diverse televisieseries, waaronder 't Schaep met de 5 pooten (1969), Citroentje met suiker (1973), Dat ik dit nog mag meemaken (1975-1978), De Brekers (1985 en 1988), In de Vlaamsche pot (1991-1995) en Het Zonnetje in Huis (2000). Bloemendaal had rollen in heel wat speelfilms, waaronder Naakt over de schutting (1973) en Op de Hollandse toer (1973) met Wim Sonneveld.
Als een van de eerste actrices in Nederland onderging ze een facelift en op vijftigjarige leeftijd liet Bloemendaal zich nog pikant fotograferen voor het blad Playboy. Toen ze met haar kenmerkende schaterlach in een bubbelbad op televisie verscheen in een reclamespotje voor BROS-chocolade werd haar bekendheid nog groter.
In de jaren tachtig maakte Bloemendaal een aantal succesvolle onewomanshows, zoals Adèle's Keus, Adèle in korte broek, Adèle in Casablanca en Adèle op de Orinoco. Ze gaf een politiek signaal toen ze in januari 1984 weigerde om in Almere op te treden omdat daar twee leden van de Centrumpartij in de gemeenteraad waren gekozen. Ook schreef ze twee boeken: Adèle's fitnessboek en Distanza. In 1989 speelde ze samen met Arjan Ederveen, Tosca Niterink en Marco Bakker in de film Theo en Thea en de ontmaskering van het tenenkaasimperium. Een plan om samen met Jenny Arean een theatershow te maken mondde in 1995 uit in een special voor de televisie, Meisjes in de grote stad, waarin Bloemendaal en Arean zingend aan een rijdende vuilniswagen hingen en al hiphoppend twee zwarte toeristen een rondleiding door de stad gaven.
In september 1999 kreeg Bloemendaal in de trein een beroerte, waarvan ze herstelde. Tijdens de opnamen voor Sesamstraat in 2000 kreeg ze een licht herseninfarct dat niet direct als zodanig werd herkend. Een dag later moest Bloemendaal een optreden in de schouwburg afbreken omdat ze op het podium moeilijk uit haar woorden kon komen. Hierdoor dacht het publiek dat ze dronken was en werd ze onterecht uitgejoeld. Bloemendaal werd vervolgens met spoed naar het ziekenhuis gebracht. Toen ze langzaam herstelde nam ze het besluit om geen theatershows meer te maken. Sporadisch was ze daarna nog te zien op televisie. In 2003 speelde ze samen met Ellen Vogel in de VPRO-komedie Oude Koeien. In oktober 2006 maakte ze haar opwachting in Mooi! Weer De Leeuw, waar ze met Paul de Leeuw het lied Jaloezie zong. Op 21 november van dat jaar trad ze een laatste keer op in Carré.
Eind 2006 begon de KRO met het uitzenden van een remake van de serie 't Schaep met de 5 pooten. Daarin was ze in december te zien als Rooie Rita in de aflevering Het zal je kind maar wezen. Van de serie verscheen een soundtrack-cd waarop ook Bloemendaal te horen is. In hetzelfde jaar kreeg ze voor haar opmerkelijke en bijzondere bijdragen aan het Nederlands theater, film en televisie de Blijvend Applaus Prijs.
Haar toenemende gezondheidsproblemen zorgden ervoor dat Bloemendaal zich daarna grotendeels terugtrok uit de publiciteit. In juni 2012 vertelde haar zoon John Jones tegen het AD: 'Zij is een broze, maar nog altijd zeer kranige vrouw die buitengewoon helder van geest is'. Wel kwam ze in 2013 nog naar de première van een toneelstuk over haar leven en liedjes, gespeeld door Paul Groot en Sanne Wallis de Vries. In oktober 2014 zond NPO de 2Doc-documentaire uit Adèle Bloemendaal: Eens wil ik er van af zijn, waarvoor ze een reeks interviews gaf aan regisseur Maarten Mourik.

### Overlijden
De laatste jaren van haar leven woonde Bloemendaal in een nieuwbouwappartement op de Oudeschans 152 (hoek Snoekjesgracht) en later in het Amsterdamse verzorgingshuis (De) Flesseman, waar ze op 21 januari 2017 op 84-jarige leeftijd overleed. Op 27 januari 2017 werd Bloemendaal, met een rode clownsneus op haar kist, in besloten kring gecremeerd in de Nieuwe Ooster te Amsterdam.

## Prijzen

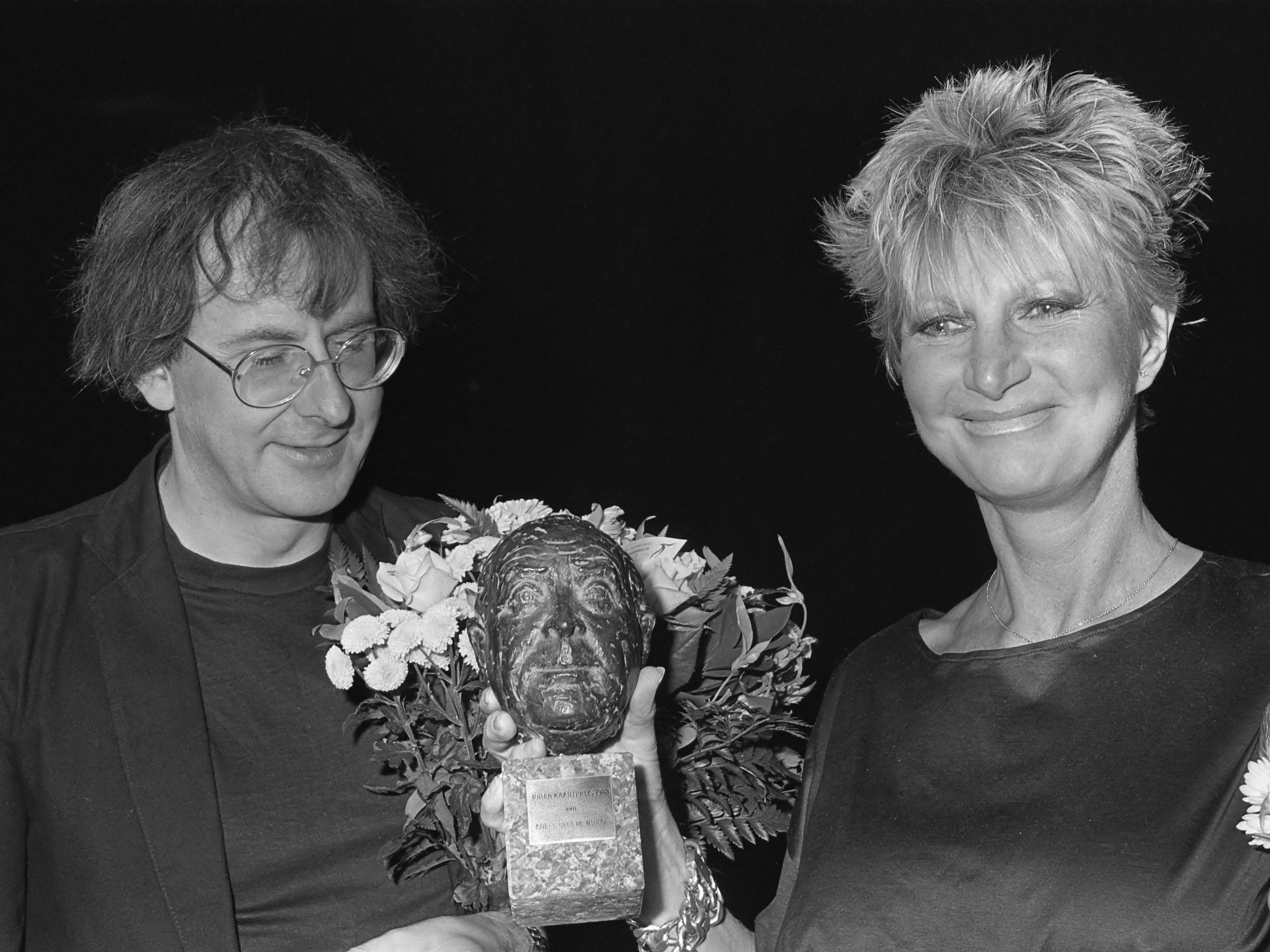
Adèle Bloemendaal ontvangt van Frans Ehlhart de Johan Kaartprijs

- 1969 - Edison voor Laat mij nu maar begaan
- 1976 - Gouden Harp
- 1983 - Johan Kaartprijs voor de theatershow Adèle's Keus
- 1986 - Nationale Scheveningen Cabaretprijs voor Adèle in korte broek
- 2006 - Blijvend Applaus Prijs

## Discografie

### Albums
| Album met eventuele hitnotering(en) in de Nederlandse Album Top 100 | Datum van verschijnen | Datum van binnenkomst | Hoogste positie | Aantal weken | Opmerkingen                       |
| ------------------------------------------------------------------- | --------------------- | --------------------- | --------------- | ------------ | --------------------------------- |
| Aaahdèle                                                            | 1967                  |                       |                 |              |                                   |
| Laat mij nu maar begaan                                             | 1968                  |                       |                 |              |                                   |
| Uit het rijke leven van Adèle Bloemendaal                           | 1974                  |                       |                 |              |                                   |
| Met blijdschap geven wij kennis                                     |                       | 6-12-1969             | 4               | 10           | met Frans Halsema en Gerard Cox   |
| 't Schaep met de 5 pooten (TV soundtrack)                           |                       | 14-2-1970             | 2               | 10           | met Piet Römer en Leen Jongewaard |
| Adèle                                                               | 1992                  |                       |                 |              |                                   |

### Singles
| Single met eventuele hitnotering(en) in de Nederlandse Top 40 | Datum van verschijnen | Datum van binnenkomst | Hoogste positie | Aantal weken | Opmerkingen                                                    |
| ------------------------------------------------------------- | --------------------- | --------------------- | --------------- | ------------ | -------------------------------------------------------------- |
| "We benne op de wereld om mekaar te helpen"                   | 1969                  | 15-11-1969            | 6               | 10           | met Piet Römer en Leen Jongewaard/#4 in de Hilversum 3 Top 30  |
| "Het zal je kind maar wezen"                                  | 1970                  | 3-1-1970              | 5               | 11           | met Piet Römer en Leen Jongewaard/#4 in de Hilversum 3 Top 30  |
| "Als je mekaar niet meer vertrouwen kan"                      | 1970                  | 28-3-1970             | 16              | 4            | met Piet Römer en Leen Jongewaard/#20 in de Hilversum 3 Top 30 |
| "Als je maar gezond bent"                                     | 1970                  | 6-6-1970              | tip             |              | met Piet Römer en Leen Jongewaard                              |
| "Wat heb je gedaan Daan"                                      | 1972                  | 19-2-1972             | 9               | 5            | #13 in de Daverende Dertig                                     |
| "Hallelujah kameraden"                                        | 1973                  | 24-2-1973             | 10              | 5            | #13 in de Daverende Dertig                                     |
| "Zallemenut (nog 'n keertje overdoen)"                        | 1974                  | 26-1-1974             | 12              | 6            | #13 in de Daverende Dertig                                     |
| "Een lijster in de la"                                        | 1975                  | 18-1-1975             | 11              | 6            | #12 in de Nationale Hitparade                                  |
| "Rozengeur en terpentijn"                                     | 1976                  |                       |                 |              |                                                                |
| "Ho Bulle Bo"                                                 | 1977                  |                       |                 |              |                                                                |
| "De Jaren '60"                                                | 1992                  |                       |                 |              |                                                                |

## Trivia
- In 2017 speelde actrice Ellen Pieters de rol van Adèle Bloemendaal in het theaterstuk De Grote Drie.